# Comuna Musiivka, Horol
Musiivka (în ucraineană Мусіївка) este o comună în raionul Horol, regiunea Poltava, Ucraina, formată din satele Burlakî, Dații, Homenkî, Lazkî, Martînivka, Mîșcenkî, Musiivka (reședința), Șkîli și Stara Musiivka.

## Demografie
Componența lingvistică a comunei Musiivka
     Ucraineană (97,16%)
     Rusă (2,26%)
     Alte limbi (0,5%)
Conform recensământului din 2001, majoritatea populației comunei Musiivka era vorbitoare de ucraineană (97,16%), existând în minoritate și vorbitori de rusă (2,26%).